# Nemateleotris magnifica
Nemateleotris magnifica е вид лъчеперка от семейство Microdesmidae.

## Разпространение
Видът е разпространен в Австралия, Американска Самоа, Вануату, Гуам, Индонезия, Кокосови острови, Коморски острови, Мавриций, Малдиви, Маршалови острови, Микронезия, Нова Каледония, Остров Рождество, Острови Кук, Палау, Папуа Нова Гвинея, Питкерн, Провинции в КНР, Реюнион, Самоа, Северни Мариански острови, Сейшели, Тайван, Танзания, Тонга, Фиджи, Филипини, Френска Полинезия, Шри Ланка, Южна Африка и Япония.